# لوکاس ماسکولوس
لوکاس ماسکولوس (انگلیسی: Lucas Musculus؛ زادهٔ ۱۶ ژانویهٔ ۱۹۹۱) بازیکن فوتبال اهل آلمان است.
از باشگاه‌هایی که در آن بازی کرده‌است می‌توان به باشگاه فوتبال کلن و باشگاه فوتبال برگیش گلادباخ اشاره کرد.